# Штек, Ули
Ули Штек (нем. Ueli Steck; 4 октября 1976 — 30 апреля 2017) — швейцарский альпинист, двукратный обладатель (2009, 2014) «Золотого ледоруба».
Ули Штек увлёкся альпинизмом в возрасте двенадцати лет и уже в восемнадцать, обладая незаурядными физическими и, прежде всего, психологическими качествами, проходил наиболее сложные альпинистские маршруты в Альпах. Спустя ещё десять лет он входил в элиту мирового альпинистского сообщества, а с 2004 года, когда на него обратили внимание ведущие мировые СМИ и спонсоры, его имя стало символом новых спортивных рекордов в альпинизме, и этот свой статус он поддерживал до самой смерти. К числу его уникальных достижений относят многочисленные восхождения по сложнейшим, в том числе новым, маршрутам в Альпах, а также целый ряд мировых рекордов скоростных восхождений на гималайские восьмитысячники и по великим северным стенам Альп (англ. Great north faces of the Alps), за которые он получил прозвище «Швейцарская машина».
Погиб 30 апреля 2017 года в Гималаях во время акклиматизационного выхода в ходе подготовки к скоростному прохождению траверса Эверест — Лхоцзе без использования дополнительного кислорода.

## Альпинистская карьера

### Ранние годы
Ули Штек родился в Лангнау-им-Эмменталь в семье медника Макса Штека и его супруги Лизабет третьим из сыновей. Его оба старших брата занимались хоккеем, один из них на профессиональном уровне, и в юности Ули пошёл по их стопам. Помимо хоккея, Ули также занимался вместе с отцом катанием на горных лыжах, но настоящее увлечение горами охватило его после рядового восхождения вместе с другом семьи Фрицем Моргенталером на Шраттенфлу — «рядовую» вершину швейцарских Альп в долине Эмменталь. После этого он начал усиленно заниматься скалолазанием (поначалу на искусственных скалодромах) и уже спустя короткое время добился впечатляющих результатов в этом виде спорта, не только благодаря удивительным физическим качествам, но и внутренней готовности к риску. «Я вырос вблизи гор и начал лазать в 12 лет. Я сам для себя их открыл, и это было предзнаменованием. Альпинизм это идеальный способ научиться думать и учиться одновременно. Правила просты и очевидны. Если ты не взял спальный мешок, тебе будет холодно. Если ты недостаточно силён, тебе не удастся восхождение…» В профессиональной сфере, помимо альпинизма, Ули Штек получил профессию плотника, которой занимался до конца жизни.
Уже в возрасте 17 лет Ули поднялся по восточному ребру на Шайдегветтерхорн (30-питчевому маршруту сложностью 5.10 по шкале YDS [VII по шкале УИАА]), а годом позже (в 1995-м) вместе с Маркусом Иффом (англ. Markus Iff) он прошёл за два дня в альпийском стиле Северную стену Эйгера (по классике, которую позже, в общей сложности, проходил более трёх десятков раз, в том числе по новым маршрутам). В течение последующих нескольких лет он оттачивал своё мастерство на классических альпийских маршрутах. В 1998 году Ули прошёл соло по 1000-метровому кулуару Хэстона на вершину Мёнха (TD + (фр. très difficile) — «крайне сложно» по французской шкале), в 2001-м зимой поднялся на Пуэнт-Уокер (Гранд-Жорас) по одноимённому ребру (англ. Walker Spur) (экстремально-сложному маршруту протяжённостью более 1200 метров) и в том же году в Гималаях совершил первое восхождение (с Ули Бюлером) по западной стене на Пумори (1400 метров, M4 [по M шкале]). Спустя год на Аляске он вместе с Шоном Истоном (англ. Sean Easton) проложил новый маршрут Кровь из камня (Blood From the Stone) (5.9-A1-M7-AI6+, 1600 м) на Дики, считающийся одним из самых впечатляющих первовосхождений в этом регионе в первом десятилетии XXI века.

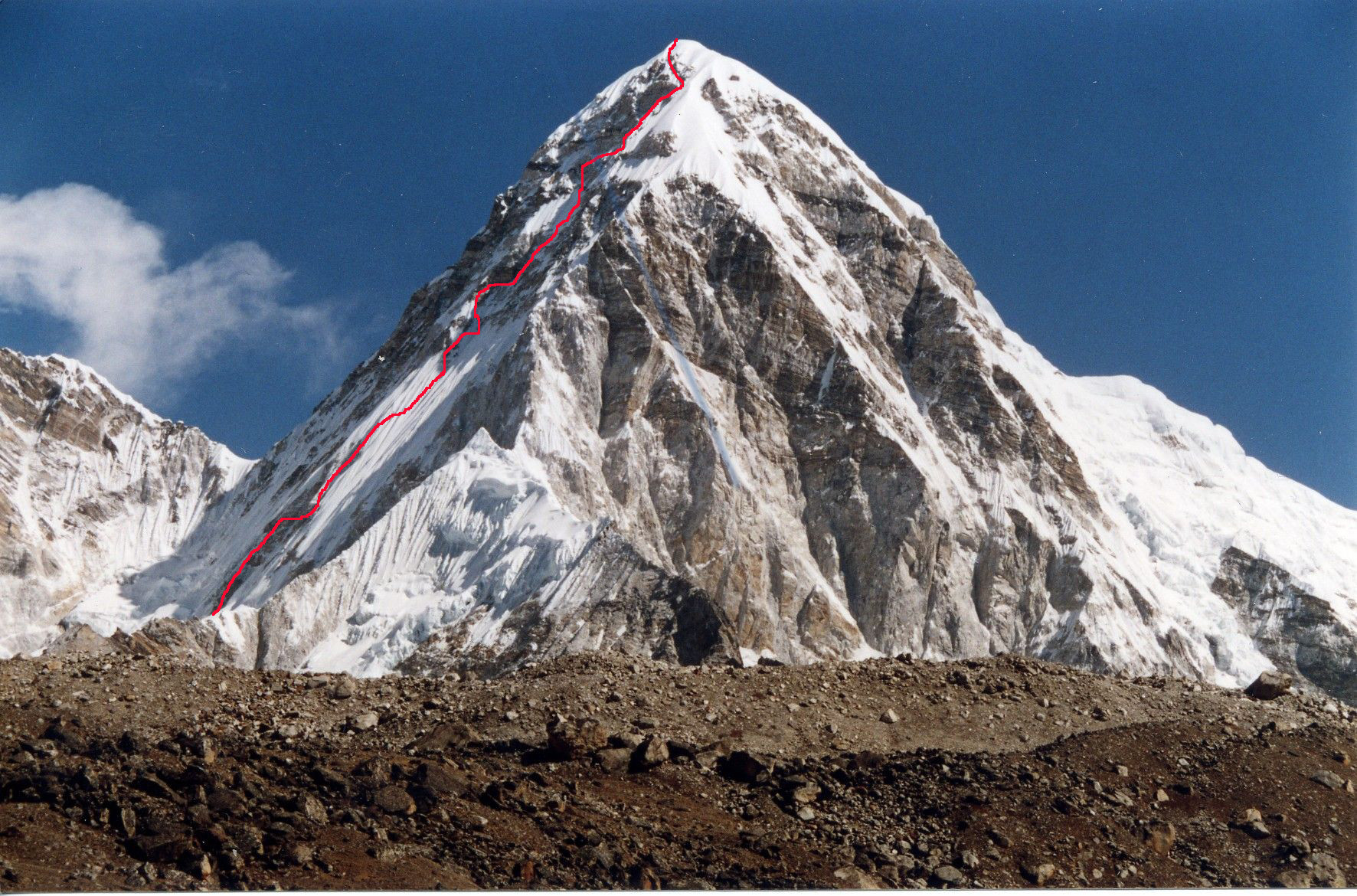
Маршрут Ули Штека на Пумори

В центре внимания Штека всегда оставалась северная стена Эйгера. К началу нового тысячелетия Ули поднялся по ней почти по всем ранее проложенным маршрутам. 15 октября 2001 года вместе со Штефаном Зигристом он поднялся на вершину по собственному новому маршруту по центру северной стены — The Young Spider (Молодой паук), 1800 метров, A2, W16/M7. В 2003-м (после двух неудачных попыток пройти северную стену Жанну) 29—30 июня — за два дня Штек вместе с Зигристом прошёл по ней редпойнт («чистое» лазанье без задействования стационарных точек страховки) маршрут La Vida es Silbar (900 метров, 7C, V [через Рыжую скалу]).

### Пик карьеры
Уже сделав имя в альпинистской среде, наиболее широкую известность Штек получил в 2004 году после прохождения свободным лазаньем (без использования верёвок) экстра-сложного альпийского маршрута на Венденстёкке по ребру Excalibur (5.10d) (восхождение снимал с вертолёта его друг и профессиональный фотограф Роберт Бёш, и эти снимки позже облетели крупнейшие швейцарские СМИ). Свою резко выросшую популярность Ули не преминул капитализировать спонсорской помощью со стороны известнейших брендов, таких как Wenger, Scarpa, Petzl, Mountain Hardwear и других, и с тех пор его имя стало одноимённым брендом, связанным с новыми альпинистскими достижениями. По поводу столь внушительной спонсорской поддержки Штек заявил: «Я хочу жить с альпинизма… Я не хочу жить в пикапе».

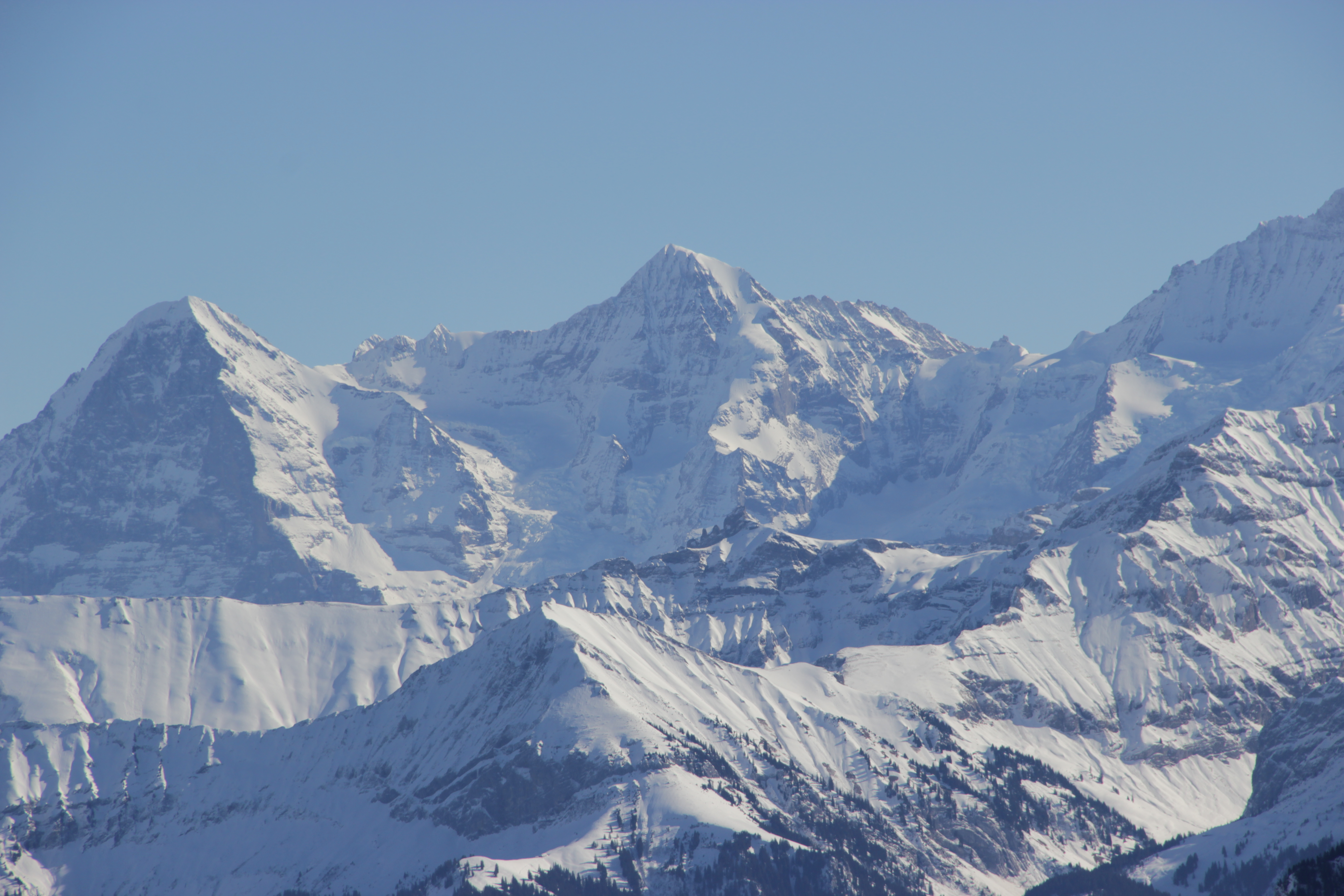
Северные стены Эйгера (слева), Мёнха (центр) и Юнгфрау

В июне того же 2004 года он вместе с Зигристом всего за 25 часов прошёл северные стены Эйгера, Мёнха и Юнгфрау (им понадобилось девять часов на прохождение маршрута Хекмайра на Эйгер, три часа на маршрут Лаупера на Мёнх и пять часов на маршрут Лаупера на Юнгфрау — на последнем из общего времени они потратили три часа на прохождение только последних 150 метров). Годом позже Ули принял участие в экспедиции «Кхумбу-Экспресс» (англ. Khumbu-Express Expedition), в ходе которой совершил первые одиночные восхождения по северной стене Чолацзе (6440 м) и восточной стене Табоче (6505 м), а зимой 2006-го (с 7 по 11 января) прошёл в течение пяти дней, но уже соло, свой собственный маршрут на Эйгер Молодой паук.
Спустя ещё год, 21 февраля 2007 года, Ули Штек установил мировой рекорд скорости восхождения на северной стене Эйгера (по классическому маршруту), поднявшись до вершины за 3 часа 54 минуты, на 36 минут улучшив предыдущий рекорд скорости, установленный Кристофом Хайнцом в 2003 году (по статистике это был 22-й подъём Штека по стене, а всего к этому моменту он провёл на стене 48 дней своей жизни). Весной Штек предпринял свою первую попытку соло-восхождения по Южной стене Аннапурны, которая закончилась 21 мая падением с 300-метровой высоты, и только чудом альпинист остался в живых (он был сметён со стены камнепадом и после сумел самостоятельно добраться до базового лагеря).

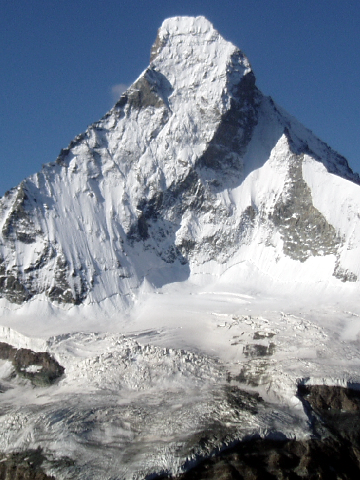
Северная стена Маттерхорна

2008 год стал кульминационным в карьере швейцарца. 13 февраля он побил свой собственный рекорд скорости восхождения на Эйгер, улучшив время до 2 часов 47 минут 33 секунд. 24 апреля вместе с Симоном Антаматтеном (нем. Simon Anthamatten) совершил первовосхождение в альпийском стиле по северо-западной стене Тенг-Канг-Поче (Teng Kang Poche) (6,487 м, VI, M7+/M6, A0, 85 гр., 2000 м), за которое связка была удостоена высшей награды в альпинизме — премии «Золотой ледоруб» (2009). В мае (вместе с Антаматтеном) он предпринял вторую попытку восхождения по Южной стене на Аннапурну, однако она не увенчалась успехом — вместо сольной программы Ули участвовал в спасении испанского альпиниста Иньяки Очоа де Ольса, у которого на высоте начался отёк лёгких. Штек с медикаментами в форсированном темпе, несмотря на высокую лавинную опасность, за три дня поднялся из базового лагеря (3000 м ниже) до 7400 м и пытался его спасти, однако усилия оказались напрасны, и испанец умер у него на руках. После этой трагедии Ули признался, что ему понадобится время, чтобы снова вернуться в горы. Однако уже в конце года, 28 декабря он совершил самое скоростное в истории восхождение на Гранд-Жорас по Северной стене (на пик Пуэнт-Уокер) по маршруту Колтона — Мак’Интайра (Colton-MacIntyre Route, M6, WI6, 1200 м) — 2 часа 21 минута (при этом ранее Штек не проходил этот маршрут, с собой на восхождение он взял 50-метровую бухту 5-мм верёвки, два ледобура, два шлямбура и четыре карабина, но и этот арсенал ему не понадобился). Спустя ещё две недели — 13 января 2009 года — Штек установил абсолютный рекорд в прохождении первой тройки великих северных стен Альп, за 1:56 пройдя 1000 метров по вертикали (Schmid Route) по Северной стене Маттерхорна. 30 мая 2008 года Ули Штек в Гриндельвальде стал первым лауреатом учреждённой в том же году премии Эйгера (англ. Eiger Award), вручаемой за «популяризацию альпинизма за счёт собственных достижений».

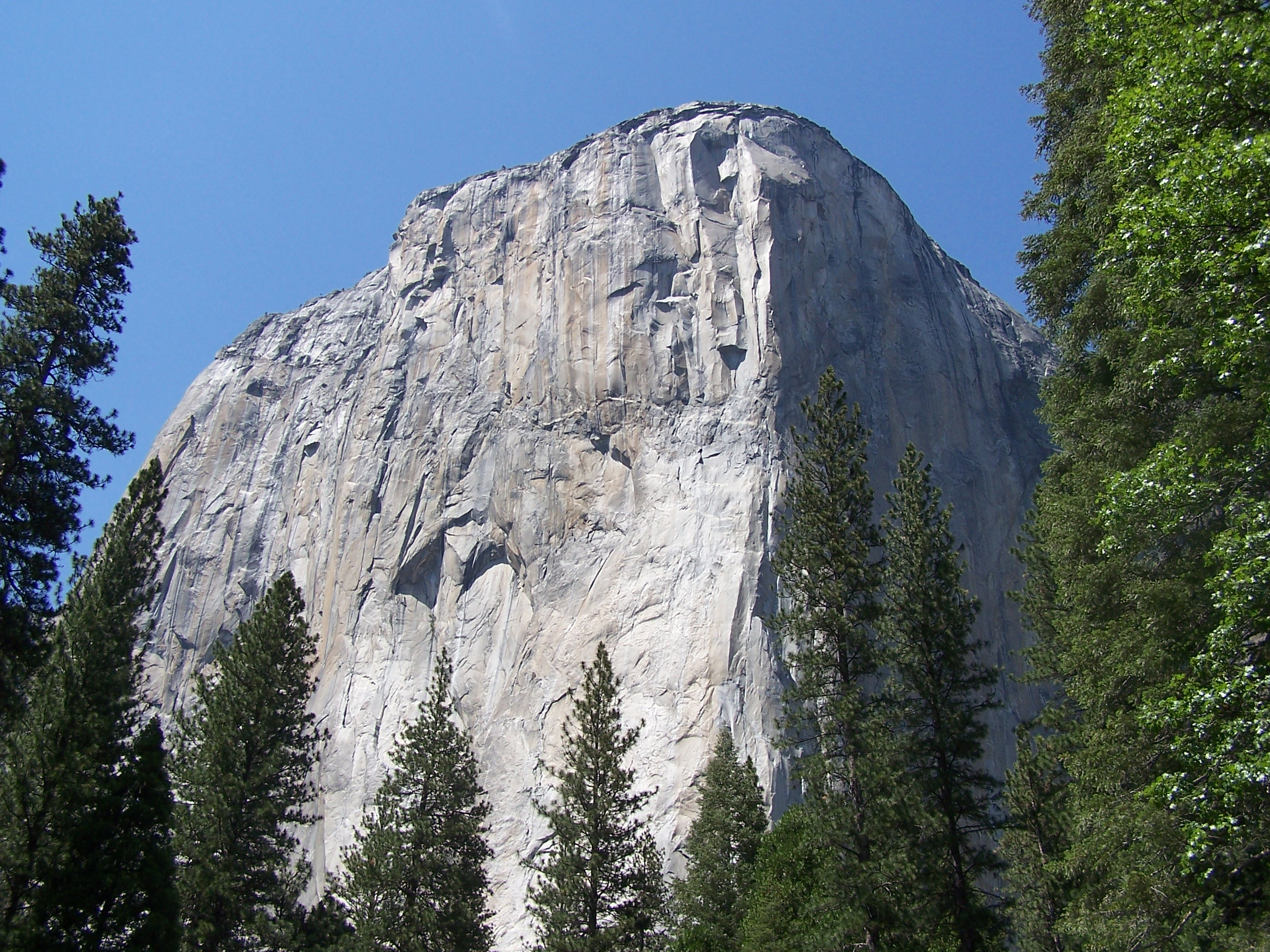
Эль-Капитан

Во время своего медового месяца в мае 2009 года вместе с супругой Николь Ули побывал в США, где прошёл практически онсайт 41-питчевый маршрут Золотые ворота (англ. Golden gate) на Эль-Капитан (Йосемити). 9 июля Штек поднялся на свой первый восьмитысячник — Гашербрум II (8035 м), а 24 сентября ступил на вершину второго — Макалу — по классическому маршруту (в его первоначальные планы входило восхождение по западному ребру, однако из-за погодных условий оно оказалось неосуществимо).
19 февраля 2010 года Ули на 22 минуты побил рекорд скоростного восхождения на Ле-Друат по северной стене (2 часа 8 минут), ранее установленный французом Кристофом Профитом (2 часа 30 минут). В начале лета он вновь побывал в США, где прошёл на Эль-Капитане маршрут Фрирайдер (Freerider, 5.12d, свободным лазаньем), Нос (скоростное восхождение, 3 часа 45 минут) и Triple Direct (за 7 часов). 9 августа 2010 года в Доломитовых Альпах Штек за один день совершил прохождение так называемой Доломитовой трилогии — восхождение на все вершины массива Тре-Чиме-ди-Лаваредо: Малую (Чима-Пиккола) — по юго-восточной стене, маршрут Кассина (275 метров, VII-, за 45 минут), Западную (Чима-Овест) — по Южному гребню (Gelbe Kante, 430 метров, VI, 58 минут) и Большую (Чима-Гранде) — по северной стене, маршрут Комичи (550 метров, VII, 1.05).
Последующие несколько лет своей карьеры швейцарец посвятил восхождениям в Гималаях. В феврале 2011 года он начал реализацию своего амбициозного проекта «Project Himalaya» (спонсировавшегося Mountain Hardwear), в ходе которого планировалось в течение одного сезона (апрель — май) совершить скоростные восхождения на три восьмитысячника, в их числе на Эверест. 17 апреля всего за десять с половиной часов он поднялся соло по юго-западной стене из базового лагеря на Шиша-Пангму (8027 м) (20 часов на подъём/спуск). Спустя 18 дней, 5 мая, вместе с американским альпинистом Доном Боуи Ули менее чем за сутки поднялся от подножия до вершины на Чо-Ойю (8188 м) — шестую по высоте вершину в мире, а 21 мая вместе с Боуи осуществил попытку подняться на вершину мира, однако из-за риска обморожения ног был вынужден её прервать в ста с небольшим метрах от конечной цели. «… Я не собираюсь приносить в жертву Эвересту любой из моих пальцев… Так что лучше идти вниз. Эверест останется, а я смогу вернуться!» На следующий год, 18 мая 2012-го, Ули вместе с шерпой Тенжи Шерпой (Tenji Sherpa) поднялся на Эверест по классическому маршруту с юга, и он стал пятым восьмитысячником в его карьере.

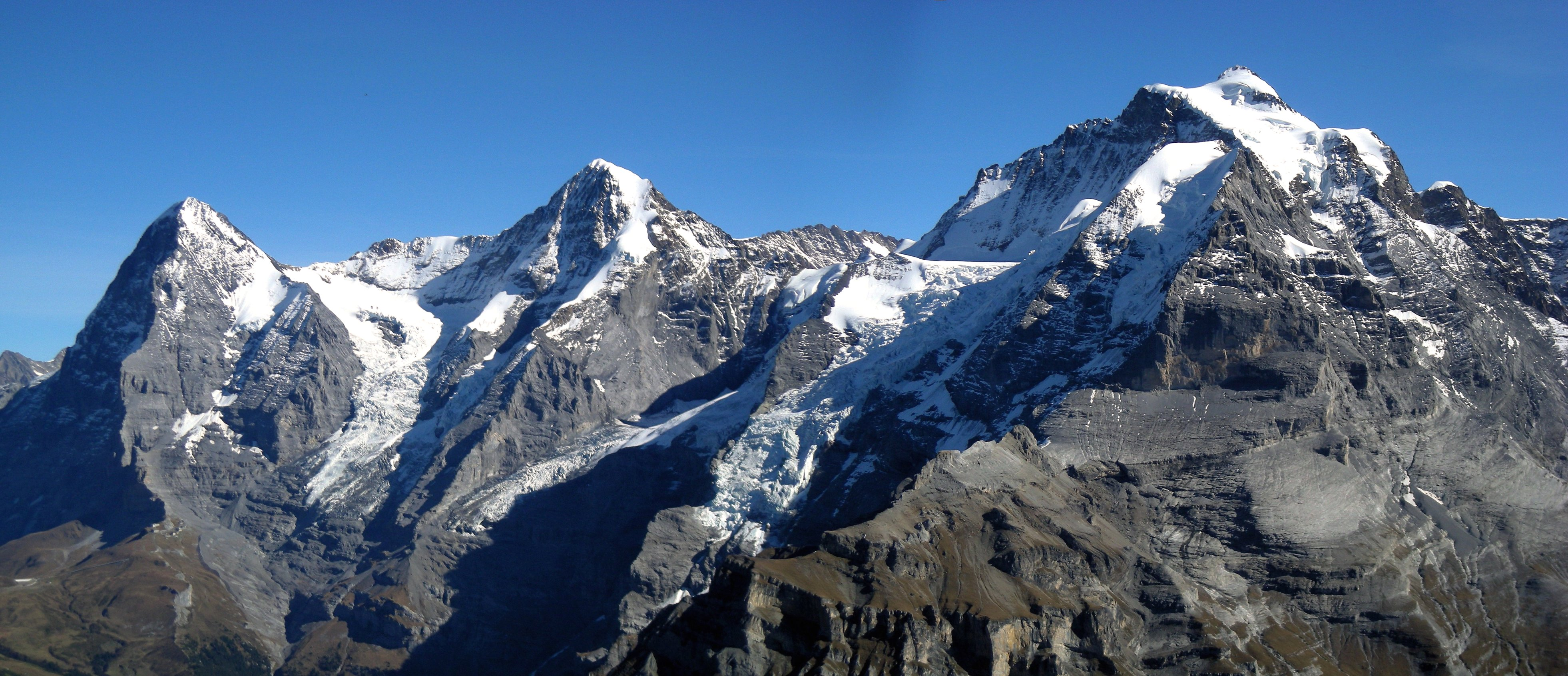
Эйгер-Мёнх-Юнгфрау

В том же 2012 году «Швейцарская машина» Ули Штек выступил в не совсем обычном для него амплуа. 18—19 августа вместе с Маркусом Циммерманом (нем. Markus Zimmerman) он менее чем за 15 часов совершил «альпинистско-парапланерный переход» по маршруту Юнгфрау-Мёнх-Эйгер. Партнёры стартовали на парапланах при попутном ветре со смотровой площадки ресторана Piz Gloria на вершине Шилтхорна, через 6 км полёта они приземлились на другой стороне долины, поднялись на 1000 метров по высоте до приюта Rottal, где провели вечер, «наслаждаясь прекрасным закатом». В 3 часа утра пара начала подъём по гребню Ротталграт (нем. Rottalgrat), и уже в 8 утра с вершины Юнгфрау они вылетели в направлении Мёнха, подножия северной стены которого Ули достиг спустя 27 минут полёта (Циммермана ветром отнесло по другую сторону горы). За 1 час 55 минут поднявшись по маршруту Лаупера на вершину, Штек вылетел в направлении приюта Миттельлеги на восточном одноимённом гребне Эйгера. Благополучно его достигнув, Ули по нему в 15:13 вышел на последнюю вершину знаменитого трио, «в очередной, бесчисленный раз, но по-прежнему для меня волнующий и особенный момент». Немного спустившись по западному гребню, Ули снова вылетел на параплане вниз и ровно в 17.00 приземлился на парковке деревушки Штехельберг, где его поджидала машина.
В апреле 2013 года Ули Штек и его команда (Симоне Моро и оператор-высотник Джонатан Гриффит [Jonathan Griffith]) оказались в центре международного альпинистского скандала. В рамках планируемой реализации проекта траверса Эверест-Лхоцзе группа Ули во время акклиматизационного выхода по классическому маршруту с юга из-за несогласованности своих действий с шерпами-проводниками, провешивающими верёвки между высотными лагерями накануне начала сезона, после спуска в Лагерь II подверглась физическому нападению со стороны последних из-за якобы сброшенного сверху осколка льда. Данный инцидент, как реально угрожавший жизни и здоровью Штека и его партнёров, не только привёл к внеплановому завершению экспедиции (несмотря на подписанную позже «мировую»), но и к всестороннему обсуждению конфликта в альпинистском сообществе и, естественно, освещению СМИ. Однако уже осенью Ули Штек вновь вернулся в Гималаи, чтобы в третий раз попытаться подняться по Южной стене на Аннапурну, и в этот раз его попытка оказалась удачной — 9 октября (за 28 часов на подъём/спуск из базового лагеря) Штек первым в мире прошёл соло одну из самых технически сложных стен на восьмитысячник (по незаконченному маршруту Жана-Кристофа Лафайя 1992 года), за что в 2014 году стал двукратным обладателем «Золотого ледоруба». После восхождения Ули заявил: «Я думаю, что наконец нашёл свой высотный предел, если полезу что-либо сложнее, чем это, то точно убью себя. Но пройти что-то техничное, типа этого, я очень хотел».

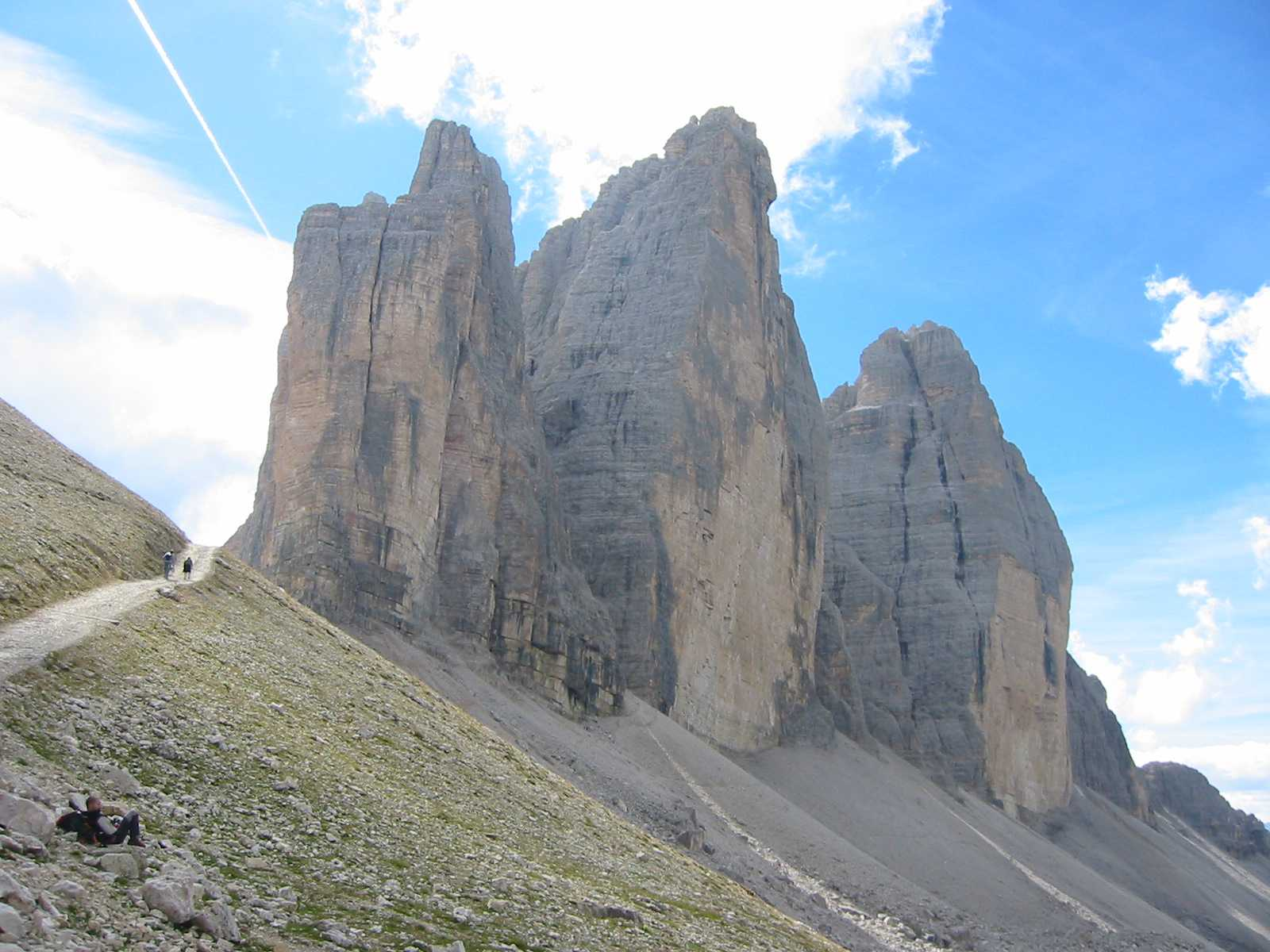
Северные стены Тре-Чимо-ди-Лаваредо

Не останавливаясь на достигнутом, 17 марта 2014 года Ули в связке с немецким альпинистом Михи Волебеном впервые зимой, за рекордные 15 часов 42 минуты прошёл все три северные стены массива Тре-Чиме-ди-Лаваредо (по маршруту Кассина на Чима-Овест, Комичи на Чима-Гранде и Иннеркофлер [Innerkofler route] на Чима-Пиккола), а в конце 2015 года он в третий раз побил рекорд скорости восхождения по северной стене Эйгера, в одиночку пройдя её за 2 часа 22 минуты и 50 секунд, став, таким образом, абсолютным рекордсменом по скоростным восхождениям по великим северным стенам Альп (предыдущий рекорд Ули по скоростному восхождению на Эйгер 2008 года был побит швейцарцем Дани Арнольдом 20 апреля 2011 года, его время составило 2 часа 28 минут).
В том же 2015 году всего за 62 дня Штек поднялся на все 82 альпийские вершины высотой более 4000 метров, хотя на реализацию этого своего проекта по первоначальному плану он отводил 80 дней. Из них 31 была пройдена соло, а 51 с различными партнёрами, в том числе с собственной супругой Николь, Михи Волебеном и другими. Это блестящее достижение, тем не менее, было омрачено гибелью голландского альпиниста Мартейна Сёрена (нидерл. Martijn Seuren) в результате срыва в массиве Монблан.
Весной 2016 года Ули Штек вместе с немецким альпинистом Дафидом Гётлером (нем. David Göttler) намеревался совершить восхождение по новому маршруту по Южной стене на Шиша-Пангму, однако из-за погодных условий она не увенчалась успехом. В рамках этой экспедиции альпинисты обнаружили останки американской связки Алекса Лоу и Дэвида Бриджеса (англ. David Bridges), которые в 1999 году погибли в лавине в ходе попытки осуществить спуск с вершины на горных лыжах («American Shishapangma Ski Expedition»).

### Обстоятельства гибели

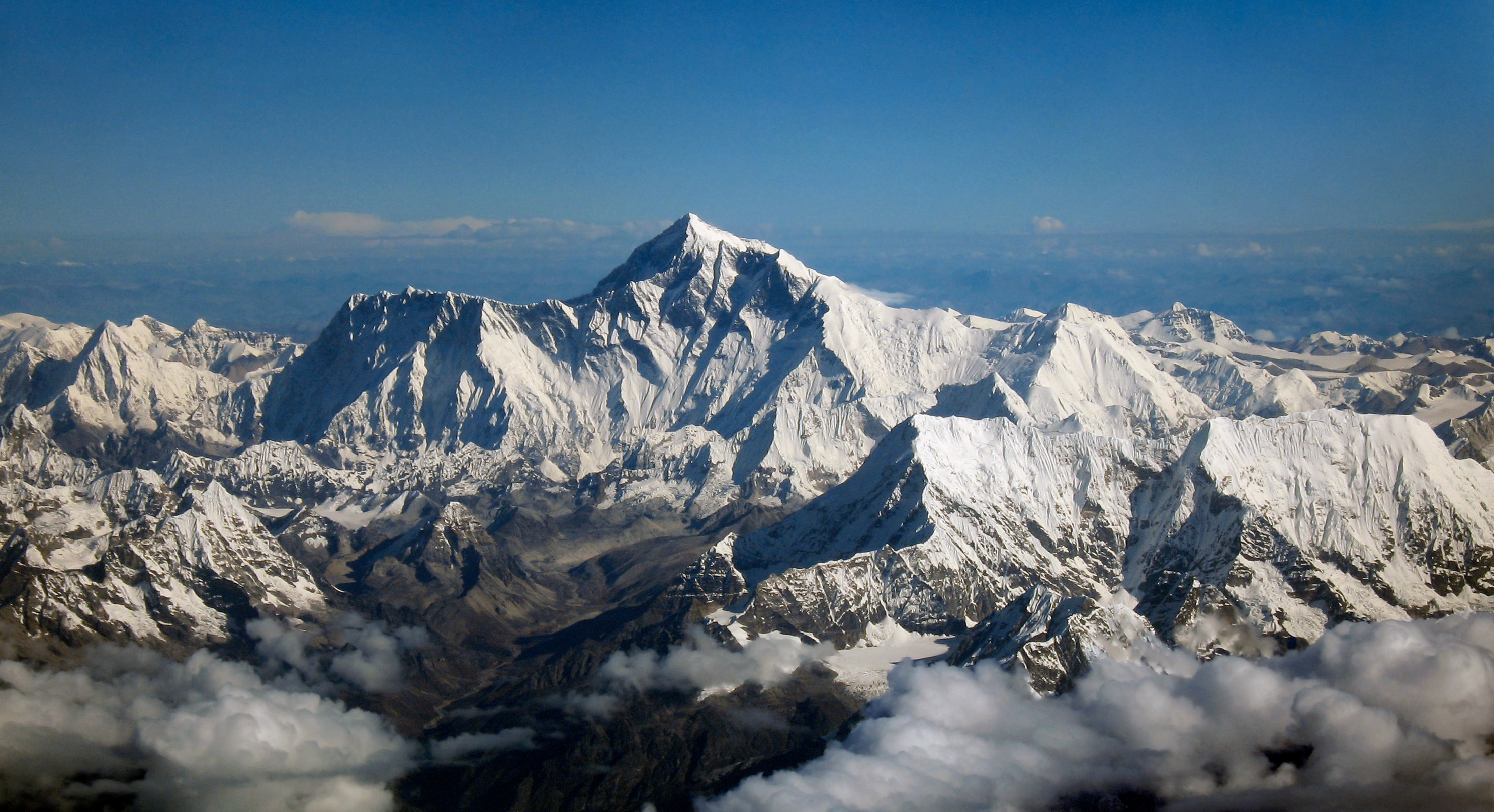
Подкова Эвереста: Эверест-Лхоцзе-Нупцзе

Весной 2017 года Ули Штек намеревался совершить восхождение на Эверест по кулуару Хорнбайна с последующим скоростным траверсом до Лхоцзе. Во время акклиматизационного выхода на вершину Нупцзе по классическому маршруту Ули Штек погиб в результате срыва с высоты, предположительно, около 7600 метров с последующим падением на 1000 метров к подножию вершины (6600 метров). Его тело было кремировано по непальскому традиционному обряду в монастыре Тенгбоче в присутствии супруги и ближайших родственников. Часть пепла, в соответствии с традицией, была развеяна на его родине в Швейцарии.
Накануне этой экспедиции в интервью Swiss daily Ули сказал: «Когда я буду на Эвересте, я смогу отступить в любой момент. Тут риск невелик. Для меня это, в первую очередь, вопрос физической кондиции. Я или отступлю, или мне хватит сил на полный траверс… Конечно, я хочу подняться на Эверест и Лхоцзе. Но это высшая цель. Неудачей для меня станет смерть и невозвращение домой».
По мнению Райнхольда Месснера, Штек вполне мог поставить перед собой сверхзадачу — пройти не пройденный никем траверс всех трёх вершин массива Эвереста: Эверест-Лхоцзе-Нупцзе, и что именно этим объясняется его акклиматизационный выход на редко посещаемую Нупцзе. «Мы все склонны говорить о более скромных намерениях, но если получится достичь чего-то более амбициозного, почему бы об этом не сообщить. Подкова экстремально сложна, никто не проходил её. Но если на это кто и был способен — то только Ули Штек… Он был тем, кто делал невозможное возможным».

## Критика
Несмотря на своё безупречное реноме, факты восхождения на Шиша-Пангму 2011 года и на Аннапурну-2013, за которое Ули Штек получил свой второй «Золотой ледоруб», подверглись сомнению со стороны альпинистского сообщества, поскольку Ули не смог, в первую очередь, представить не только прямые (фото, видео) свидетельства пребывания на вершинах, но и даже косвенные — данных GPS, ручного альтиметра и пр. Основным обвинителем Штека в фальсификации этих достижений выступил французский журналист Родольф Попье (фр. Rodolphe Popier), который в своём расследовании, помимо перечисленных фактов, обратил внимание на множество других факторов. Среди них на расхождения в показаниях самого Ули, неравномерность ритма в ходе восхождений (на наиболее высотных и сложных участках подъёма скорость Ули значительно возрастала по сравнению с более простыми участками маршрута), противоречивость показаний сторонних наблюдателей с представленными Штеком. Одним из весомых аргументов «против» Аннапурны фигурировал факт, что спустя десять дней по маршруту Штека на Аннапурну поднялась французская двойка Янник Грациани и Стефан Бенуа, которая не обнаружила следов Ули выше его бивуака. Однако, по утверждению самих французов, за те 10 дней, что разделяли восхождения, на Аннапурну выпал полуметровый слой снега, который, естественно, скрыл все следы.
Доводы критиков, отражённые в докладах Родольфа Попье, были рассмотрены на Международном форуме по вопросам доказательств восхождений высшего уровня в альпинизме (International forum on proof in mountaineering) под эгидой Piolets d’Or. По состоянию на 2017 год вопрос о несостоятельности утверждений Ули Штека по поводу восхождений на Шиша-Пангму и Аннапурну не стоит.

## Личная жизнь
Ули Штек был женат на Николь Штек (англ. Nicole Steck). Владел французским, английским и итальянским языками.
Его достижения не были следствием сочетания только лишь данных природой физических и эмоциональных качеств с мотивацией. Ещё в 2007 году после восхождения на Эйгер, пребывая, по собственному мнению, на пике спортивной формы, Ули прошёл обследование в Швейцарском федеральном институте спорта Магглинген (Swiss Federal Institute of Sports Magglingen), который по результатам исследований вынес краткий вердикт: «Не в форме». На фоне столь обескураживающего результата исследований врачей Штек сделал вывод, что по сравнению с подготовкой спортсменов мирового класса в других видах спорта, берущих на вооружение все достижения науки, альпинисты, включая элиту, в этом плане «застряли в каменном веке». Его дальнейшее совершенствование как спортсмена стало следствием изнурительных и тщательно спланированных тренировок по индивидуальной программе под руководством опытных специалистов по диетологии, фитнесу и психологии.
Своё, на первый взгляд безобидное, прозвище Штек ненавидел: «Никто в Швейцарии не знает меня как „Швейцарскую машину“, и это хорошо, поскольку мне не нравится это прозвище. Для любого из швейцарцев оно было бы крайне unsympathisch». Кроме того, у «швейцарской машины» никогда не было собственного автомобиля.
Несмотря на свои достижения, он сам считал себя «аутсайдером» в альпинизме, поскольку в нём сделал ставку на чистый спорт, нежели на более привычный и ассоциируемый с ним «дух приключений». «Я делаю только то, чего хочу я, а не то, чего хотят другие. Я выбираю свой собственный путь, мне необходимо каждый раз бросить себе самому вызов. Именно поэтому я люблю носить с собой как можно меньше, а бежать как можно быстрее». «Моим основным источником вдохновения является жажда обучения. Знания дают свободу. Чтобы приобрести эти знания, нужно учиться. Чтобы быть свободным, нужно быть спокойным, а чтобы быть спокойным — нужны долгие и мучительные тренировки. Дабы достичь мастерства на высшем уровне, нужно в полной мере погрузиться в спорт, нужна страсть, но и в то же время ты должен принять, прочувствовать, что ты всё только начинаешь, словно студент, и продолжать учиться. Это важно понимать, если ты хочешь быть профессионалом и стремишься к успеху». «Я просто плотник, который любит восхождения».

## Награды и премии
- 2008 год: Eiger Award — за «популяризацию альпинизма за счёт собственных достижений»[26].
- 2008 год: Prix Courage[нем.] — за участие в спасательных работах на Аннапурне[71][72].
- 2009 год: «Золотой ледоруб» — за первопрохождение в связке с Симоном Антаматтеном нового маршрута по северной стене Тенг-Кам-Поче[73][74].
- 2010 год: первый лауреат премии Карла Унтеркирчера[итал.] — за разносторонние альпинистские достижения[75][76].
- 2014 год: «Золотой ледоруб» — за одиночное восхождение на Аннапурну по южной стене[77].
- 2015 год: «Путешественник года» по версии журнала National Geographic Adventure[англ.][78][79][80].

## Комментарии
1. ↑  Особый способ укладки кабеля (троса, верёвки) в виде колец или витков.
2. ↑  С первой попытки. Единственный срыв на маршруте Ули допустил на относительно простом предвершинном питче сложностью 5.11с, поскользнувшись на мокром участке скалы.
3. ↑  В процессе акклиматизационной подготовки к восхождениям 25 марта Ули повторил восхождение по Северной стене на Чолацзе (6440 м)[4].
4. ↑  По мнению высотных носильщиков. Сам Ули вполне обоснованно придерживался мнения, что согласование для самостоятельной работы на горе даёт дорогостоящий пермит на восхождение.
5. ↑  "I think I finally found my high altitude limit, if I climb anything harder than that I think I will kill myself. To climb something technical in a cool style like that is what I wanted to do"
6. ↑  Единственное прохождение «Тройной короны» — восхождение на Эверест/Лхоцзе/Нуптцзе — в рамках одной экспедиции было совершено в 2013 году британцем Кентоном Кулом[англ.][60]
7. ↑  В числе спонсоров Ули была Audi, которая ежегодно предоставляла ему машины на безвозмездной основе.